# جوليانو أماتو

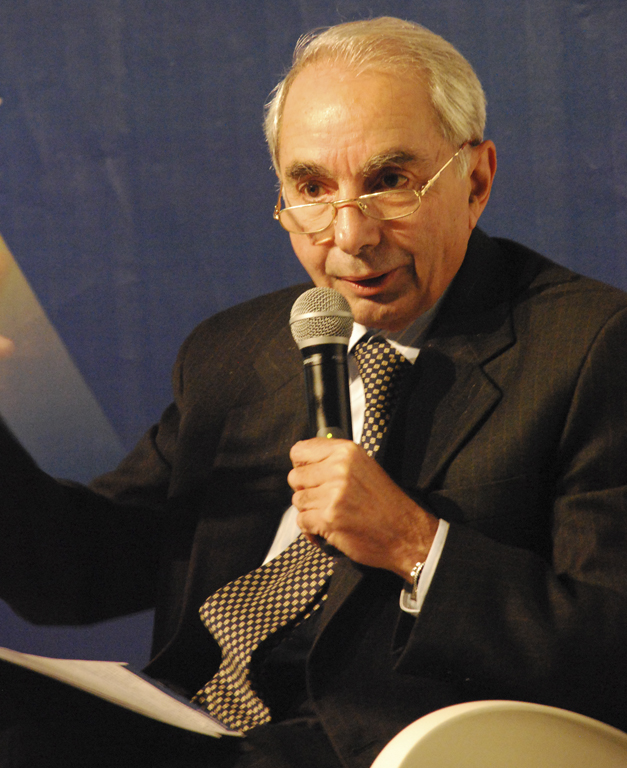
جوليانو أماتو

جوليانو أماتو (بالإيطالية: Giuliano Amato) سياسي إيطالي (13 مايو 1938 - ) تولى رئاسة الحكومة في إيطاليا مرتين:
- من 28 يونيو 1992 إلى 28 أبريل 1993.
- من 25 أبريل 2000 إلى 11 يونيو 2001.

## روابط خارجية
- جوليانو أماتو على موقع الموسوعة البريطانية (الإنجليزية)
- جوليانو أماتو على موقع مونزينجر (الألمانية)